# Ирена Колищъркоска Настева
Ирена Колищъркоска Настева (на македонска литературна норма: Ирена Колиштркоска Настева) е северномакедонска археоложка.

## Биография
Родена е на 28 юли 1956 година в Скопие, тогава във Федерална Югославия, днес в Северна Македония. Завършва гимназия в родния си град и след това история на изкуството и археология във Философския факултет на Скопския университет в 1982 година. От 1985 година започва работа като кустос за енеолита в Музея на Македония. От 2004 до 2008 година е председателка на Македонското археологическо научно дружество.

### На македонска литературна норма
- Енеолитот во Македонија, Водич на Музеј на Македонија, археологија, Скопје 1992;
- Енеолитска населба на Костоперска Карпа, МАА 13, Скопје 1993, 43-50;
- Археолошка карта на Р. Македонија, Енеолит, МАНУ, Том I и II, Скопје 2002, 1995;
- Гроб од бронзано време Маркова Сушица, МАА 14, Скопје, 1996, 37-43 (със Златко Видески);
- МАА 15, „Wac 4, 4-ти Светски археолошки конгрес“, Скопје, 1999,
- „Резултати од поновите сознанија за енеолитот во Р. Македонија“, прилог, Скопје, 2005, 428-431;
- Зборник 2, Археологија, Музеј на Македонија, „Magna Mater“ и информација за 6-ото годишно собрание на ЕАА, Скопје, 2005, прилог, 310-311;
- Зборник бр.2, Археологија, Музеј на Македонија, Графитно декорирана керамика од локалитетот Пилаво, с. Бурилчево, Кочанско, Скопје, 2005, 57-69 (със Сарита Карпузова);
- Macedoniae acta archaeologica 16 „Индоевропски елементи во енеолитот во Македонија“ 2005, МАНД, Скопје, 55-63;
- Водич низ археолошката поставка на Музеј на Македонија, Енеолитот во Македонија, Скопје 1998, репринт;
- Антропоморфни и зооморфни фигурини од енеолитскиот период, лок. Пилаво, Бурилчево, Macedoniae acta archaeologica 15, Скопје, 1999, 25-32;
- Индоевропски елементи во енеолитот во Македонија, МАА 16, Скопје, 55-62;
- Праисториските дами од Македонија, Каталог за истоимената изложба, Музеј на Македонија, 2005, Скопје;
- Енеолитско наоѓалиште во делчевско, МАА бр.17, 2006, МАНД, Скопје, 38-53;
- Зборник 2, Археологија, Музеј на Македонија, „Графитно сликана керамика во периодот на енеолитот“, постер презентација во Солун, Р. Грција, прилог, 311;
- Зборник 2, Археологија, Музеј на Македонија, информација за 8-ото годишно собрание на ЕАА, Скопје, 2005, прилог, 312-313;
- „Праисториските дами од Македонија во туннел“, фолдер, (Ноќ на музеите) Музејски денови, изложба - Музеј на Македонија, 2008;
- Зборник посветен на Проф. Старделов, „Графитно декорирана керамика од локалитетот Пилаво, с. Бурилчево, кочанско“, Скопје, (със Сарита Карпузова);
- Енциклопедија на Р. М., Енеолит, Бурилчево, Делчево, Врањак 2009 Ману, Скопје;
- „Лок. Градиште, во близина на Скопско Кале“, некропола од турски период, МАА бр. 18, 2008, Скопје (с Ленче Алексовска);
- ДВД, „Движни записи од македонската археологија“ Скопје, 2010;
- „Праисториски дами од Македонија, антропоморфни фигурини од праисторијата”, Предавања на XLI меѓународен семинар за македонски јазик, литература и култура, Универзитет Св. Кирил и Методиј, Скопје, 2009, 257-266;
- Врањак Варвара 2007, Преглед Археологија, УЗКН;

### На други езици
- A Few Proposals for a European Preventive Conservation Strategy; European Preventive Conservation Strategy Project,(A Project Report) ICCROM, EVTEK Institute of Art and Design, Vantaa, Finland, 2001, 132;
- Prehistoric Macedonian Figurines, Macedonian Affairs, Analyses of Macedonian Polytics, Economy and Society, Skopje 2006/07, 38-47 (MIC, Macedonian Information Centre);
- A Few Proposals for a European Preventive Conservation Strategy; European Preventive Conservation Strategy Project,(A Project Report) ICCROM, EVTEK Institute of Art and Design, Vantaa, Finland, 2001, 132;
- Pilavo-Burilcevo, eneolitska i helenisticka naselba, Arheoloski pregled 28, LJubljana 1989;
- Na Breg, Viseslojno nalaziste (neolit), Arheoloski pregled 27, LJubljana 1987;
- „Pretpovjesne dame iz Makedonije“, 2007, Zagreb (katalog);
- Abstract Book, 14-th EAA, La Valeta, Malta, Ceramic Material, Neolithic and Eneolithic Period -Macedonia, 2008;
- „Praistorijske dame iz Makedonije“, katalog za istoimenata izlozba vo Podgorica, R. Crna Gora, 2009;
- Nekoi nadvoresni (indoevropski) elementi vo eneolitot vo R. Makedonija, Simpozium "Zlatnoto pethiljadaletie", Jundula, R. Bugarija (2009), 2010;